# جامع الكريمية
جامع الكريمية هو أحد المساجد الأثرية في المدينة القديمة في حلب ، حيث أنه يقع في محلة باب قنسرين تجاه حمام الجوهري. يذكر أن في الجدار الجنوبي من الجامع حجر أصفر ينسب إلى النبي محمد ﷺ بأنه أثر قدمه